# یوشیکازو ایسودا
یوشیکازو ایسودا (انگلیسی: Yoshikazu Isoda؛ زادهٔ ۲۷ مهٔ ۱۹۶۵) بازیکن فوتبال اهل ژاپن است.
از باشگاه‌هایی که در آن بازی کرده‌است می‌توان به باشگاه فوتبال آویسپا فوکوئوکا اشاره کرد.